# Lapislázuli

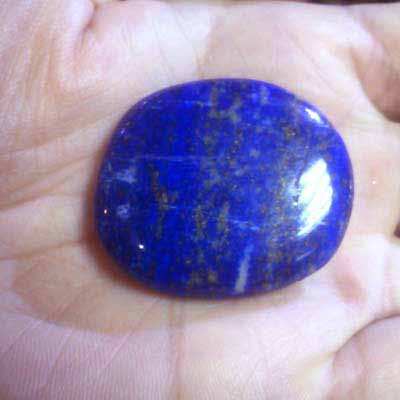
Lapislázuli.

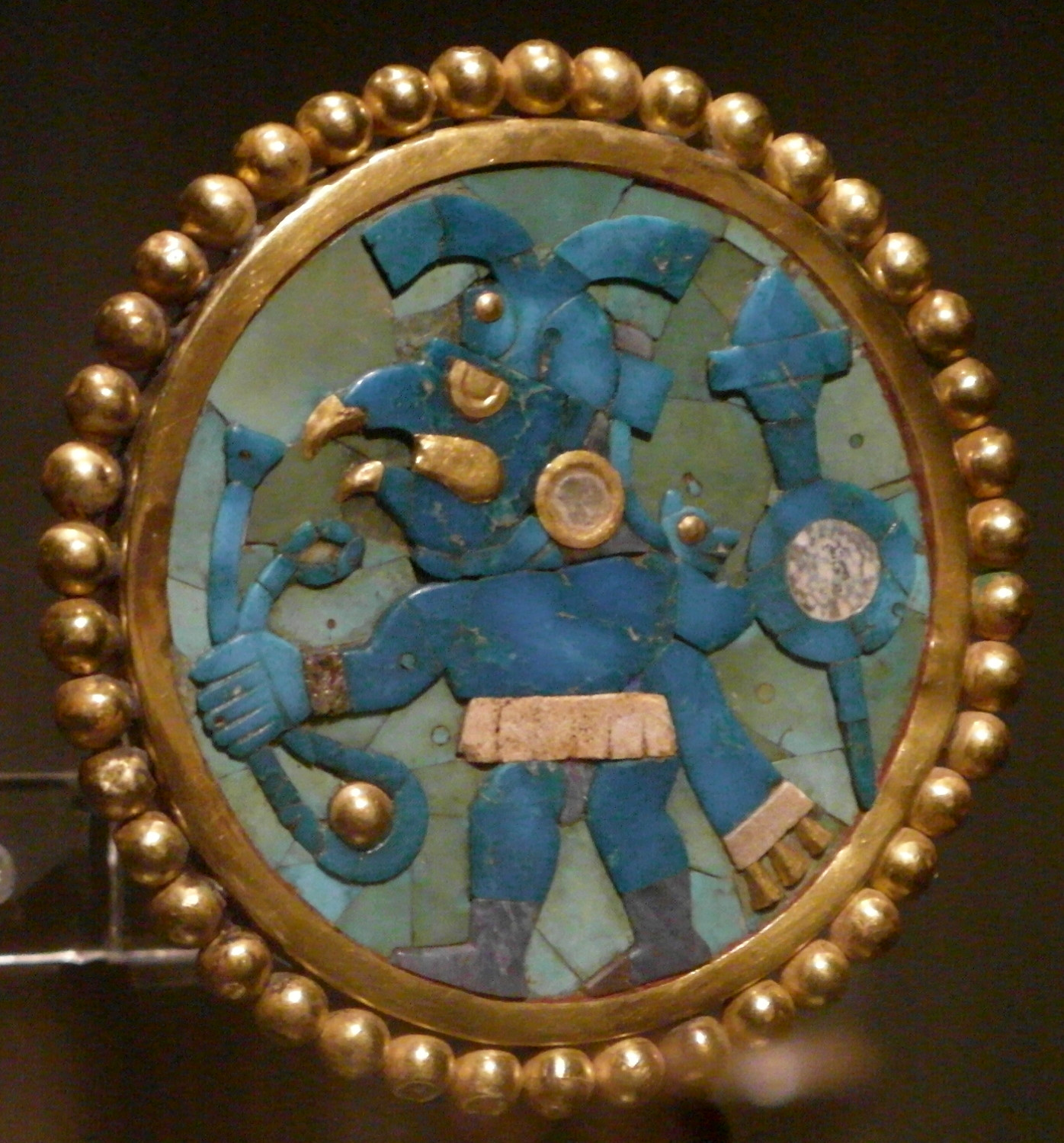
Orejera mochica con ave guerrera, en oro, turquesa, concha y lapislázuli.

El lapislázuli (del latín lapis, 'piedra', y del árabe clásico lāzaward, proveniente a su vez del persa lağvard o lažvard, derivado del sánscrito rājāvarta, 'rizo de rey') o cianea es una gema de un característico color azul ultramar, muy apreciada en joyería desde la antigüedad.

## Características
El lapislázuli es una roca utilizada como gema (semipreciosa), compuesta de lazurita (aluminosilicato de calcio y sodio), sodalita, calcita y pirita.
Tiene peso específico de 2,4 y dureza de 5,5 en la escala de Mohs. No es atacable por el ácido clorhídrico, hecho que facilita su diferenciación de otras rocas como la azurita que efervesce al reaccionar con ácido clorhídrico diluido (10 %).

## Yacimientos
Prácticamente todo el lapislázuli utilizado en la antigüedad en Eurasia se obtenía de minas situadas en las montañas occidentales que se encuentran en el Hindukush de Afganistán, las cuales todavía son explotadas con procedimientos muy similares a los utilizados hace miles de años. Además de encontrarlo en Afganistán, hay otros depósitos en Alemania, Angola, Canadá, Chile (norte), Estados Unidos (California y Colorado), Argentina (Jujuy y Salta), Birmania, Pakistán y Rusia (lago Baikal).
El yacimiento chileno Flor de los Andes —ubicado a 3600 metros de altura, en la cordillera de Ovalle, al este de Tulahuén, en la comuna de Monte Patria— fue encontrado a mediados del siglo XX. Se encuentra en la zona externa de una aureola de metamorfismo de contacto, causado por la intrusión de un plutón ígneo hace 24 millones de años, en la que se produjeron calcosilicatos y haüyna en zonas de calizas ricas en sodio y aluminio, y tras una alteración hidrotermal posterior que aportó azufre y formó la lazurita que compone el lapislázuli. El descubrimiento de una piedra en forma de punta de flecha construida en lapislázuli en las cercanías de este lugar ayudó a descubrir en 1921 que esta roca era probablemente conocida en los tiempos prehistóricos de América por los diaguitas y otras culturas precolombinas.

## Usos y mitos

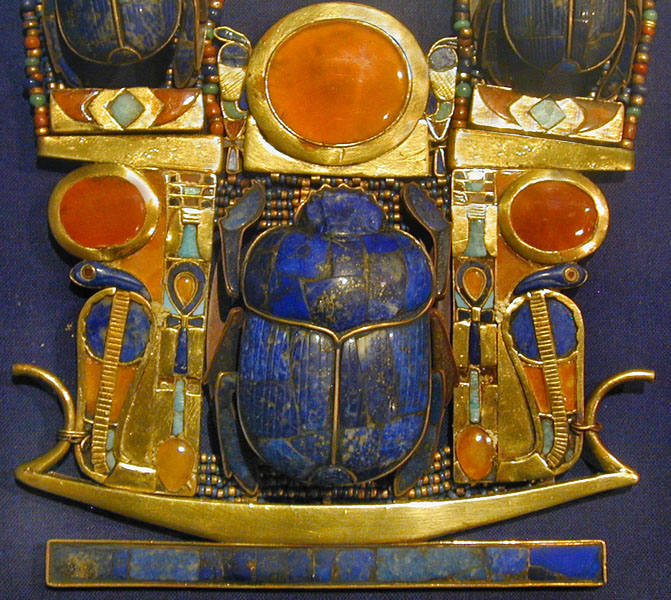
Escarabajo de lapislázuli, procedente de la tumba de Tutankamón (XVIII dinastía).

En el antiguo Egipto se consideraba una piedra muy importante y preciada, adornando los escarabajos sagrados con ella, o en máscaras funerarias. También la usaban para la  medicina en forma de polvo.
El polvo del mineral, la lazurita (también la azurita que es un mineral diferente), proporcionaba un pigmento azul, el azul ultramar, y en la Edad Media, se usaba para producir el característico pigmento azul  ultramar para pintores. Además fue muy buscado entre los grandes pintores en la Europa del Renacimiento, y en América por los pintores de la conocida escuela cuzqueña, por su estabilidad y permanencia de color. Leonardo da Vinci, Alberto Durero y Fra Angélico fueron algunos de los ilustres pintores que le dieron vida, llegando a denominar al polvo de lapislázuli como «oro azul». En aquella época, su precio superaba en más de cuatro veces el precio del oro, y fue usado en la decoración de muebles para conferirles valor, algunos de los cuales pueden observarse en grandes museos de Europa como El Prado (Madrid, España), el Castillo Sforzesco (Milán, Italia), o el Louvre (París, Francia), así como en colecciones privadas.
En la actualidad se sigue empleando en la creación de joyería, especialmente en Chile, que se exporta en grandes cantidades a Europa y los Estados Unidos.
El lapislázuli se ha grabado con frecuencia, cuando los fragmentos han sido suficientes en tamaño, en copas, vasos y esculturas, entre otros. El tesoro de la corona de Francia posee muchos y magníficos objetos de lapislázuli, entre otros:
- Una copa de lapis piritoso en forma de navecilla de grandes dimensiones
- Un sable de empuñadura de lapis que el sultán Fateh Ali Tipu regaló a Luis XVI
- Una cubeta de lapis mezclado de cuarzo y piritas de 298 mm de largo y 166 mm de alto[4]

Su color azul se consideraba símbolo de pureza, salud, suerte y nobleza, lo que motivó que fuera utilizado por egipcios, babilonios, y asirios, para aderezos y máscaras funerarias.
En el budismo tibetano, se considera que Bhaisajyaguru, el buda de la medicina, obtiene su poder curativo de esta piedra.
Los reyes de Francia de los siglos XII y XIII fueron los primeros en poner de moda el uso de vestimentas teñidas en color azul, extraído de esta piedra, que acabó pasando a la producción pictórica de los siglos posteriores. 
Es más, su color azul la convierte en una de las piedras más bellas del mundo.

### Honores
Mediante el decreto 62 del Ministerio de Minería, fue declarado «piedra nacional de Chile» el 23 de noviembre de 1984 —la combarbalita también fue oficialmente declarada como tal el 22 de noviembre de 1993—.

### Trofeo Jules Rimet
El trofeo Jules Rimet de las Copas del Mundo de la FIFA anteriores a 1974 tenía una base de lapislázuli. El trofeo fue robado en Brasil en diciembre de 1983 y no se volvió a saber más de él.